# Óscar Sevilla
Óscar Miguel Sevilla Ribera (Albacete, 29 settembre 1976) è un ciclista su strada spagnolo che corre per il Team Medellín-EPM.
Professionista dal 1998, ha vinto la classifica giovani al Tour de France 2001 e si è classificato secondo alla Vuelta a España 2001.

## Carriera
Diventato professionista nel 1998 con la Kelme-Costa Blanca, cominciò a farsi notare nel 2000, quando ottenne due importanti secondi posti alla Volta Ciclista a Catalunya e nella Vuelta a Burgos, ma soprattutto nel 2001, con la piazza d'onore alla Vuelta a España, alle spalle di Ángel Casero, e l'ambita maglia bianca di miglior giovane al Tour de France, unitamente al settimo posto finale.
Nel 2004 si trasferì alla Phonak, dopo aver militato nella Kelme per sei stagioni,  arrivò terzo al Giro del Delfinato e partecipò anche al Tour de France e alla Vuelta a España. 
Al termine dell'anno passò alla T-Mobile; con la formazione tedesca conquistò la Vuelta a Asturias 2006, ma venne poi coinvolto nello scandalo doping spagnolo Operación Puerto, venendo licenziato come Jan Ullrich dalla T-Mobile.
Nel 2007 ritornò a correre con la Relax-Gam, squadra minore spagnola, imponendosi in una tappa della Volta Ciclista a Catalunya e nella Route du Sud. Nel 2008 passò alla Rock Racing, squadra Continental statunitense, con cui si classificò al secondo posto nel campionato nazionale su strada, battuto solo da Alejandro Valverde, e con cui nel 2009 vinse una tappa nella Vuelta a Asturias e la classifica finale della Vuelta a Chihuahua.
Nel 2010, dopo il successo nella Vuelta Mexico, venne messo sotto contratto da una formazione dilettantistica colombiana, la Indeportes Antioquia-Lotería de Medellín, riuscendo a piazzarsi secondo nella corsa nazionale a tappe, la Vuelta a Colombia (sarà quinto nel 2011). Nel settembre 2011 l'Unione Ciclistica Internazionale lo squalificò per sei mesi in seguito a una positività ad un anticoagulante riscontrata ad un controllo antidoping effettuato il 15 agosto 2010 durante la Vuelta a Colombia. Tornato alle corse nel 2012, vinse ancora la Vuelta Mexico e l'altra corsa a tappe colombiana, il Clásico RCN.
Nel 2013 passa alla formazione Continental EPM-UNE, anch'essa basata a Medellín: in stagione vince la sua prima Vuelta a Colombia e il Tour do Rio in Brasile. Nel 2014 fa il bis sia alla Vuelta a Colombia che al Tour do Rio, e chiude terzo alla Vuelta a Guatemala, mentre nel 2015 vince la sua terza Vuelta a Colombia; nel 2016, ancora in maglia EPM, conclude secondo alla Vuelta a Colombia e vince per la seconda volta il Clásico RCN.
Nel 2017, a distanza di otto anni dall'ultima volta, torna a vincere una corsa in Europa: vestendo la maglia del team Medellín-Inder si impone infatti nella classifica finale della Vuelta a la Comunidad de Madrid.

## Palmarès

### Strada
- 1999 (Kelme-Costa Blanca, una vittoria)

4ª tappa Tour de Romandie (Moudon > Veysonnaz)
- 2000 (Kelme-Costa Blanca, due vittorie)

Trofeo Luis Ocaña
Memorial Manuel Galera
- 2001 (Kelme-Costa Blanca, una vittoria)

2ª prova Escalada a Montjuïc (Montjuïc > Montjuïc)
- 2002 (Kelme-Costa Blanca, una vittoria)

2ª prova Escalada a Montjuïc (Montjuïc > Montjuïc)
- 2006 (T-Mobile Team, due vittorie)

6ª tappa Vuelta a Asturias (Cafés Toscaf > Alto del Acebo)
Classifica generale Vuelta a Asturias
- 2007 (Relax-Gam, tre vittorie)

4ª tappa Volta Ciclista a Catalunya (Tàrrega > Vallnord)
2ª tappa Route du Sud (Narbona > Monts d'Olmes)
Classifica generale Route du Sud
- 2008 (Rock Racing, cinque vittorie)

1ª tappa San Dimas Stage Race
9ª tappa Vuelta a Colombia
Reading Classic
3ª tappa Clásica Internacional de Bogotá
Classifica generale Clásico RCN
- 2009 (Rock Racing, sei vittorie)

2ª tappa Vuelta a Asturias (Llanes > Gijón)
2ª tappa Cascade Classic
Classifica generale Cascade Classic
4ª tappa Vuelta a Cundinamarca
Classifica generale Vuelta a Cundinamarca
Classifica generale Vuelta Chihuahua Internacional
- 2010 (Indeportes Antioquia, quattro vittorie)

Classifica generale Vuelta Mexico
2ª tappa Vuelta a Antioquia
Classifica generale Vuelta a Antioquia
14ª tappa Vuelta a Colombia (Medellín > Medellín, cronometro)
- 2011 (Gobernation de Antioquia-Indeportes Antiquia, sette vittorie)

Prologo Gran Premio Internacional de Café
1ª tappa Gran Premio Internacional de Café
Classifica generale Gran Premio Internacional de Café
Prologo Vuelta a Tolima (cronometro)
Classifica generale Vuelta a Antioquia
10ª tappa Vuelta a Colombia (Duitama > Socorro)
11ª tappa Vuelta a Colombia (Socorro > Bucaramanga)
- 2012 (San Marcos, sette vittorie)

2ª tappa Vuelta Mexico
Classifica generale Vuelta Mexico
2ª tappa Vuelta a Cundinamarca
Prologo Clásico RCN (cronometro)
3ª tappa Clásico RCN
9ª tappa Clásico RCN
Classifica generale Clásico RCN
- 2013 (EPM-UNE, cinque vittorie)

4ª tappa Vuelta a Colombia (Pasto > El Bordo)
Classifica generale Vuelta a Colombia
4ª tappa Tour do Rio (Teresópolis > Rio das Ostras)
Classifica generale Tour do Rio
10ª tappa Clásico RCN
- 2014 (EPM-UNE-Área Metropolitana, sette vittorie)

5ª tappa Vuelta a Colombia (Madrid > Ibagué)
Classifica generale Vuelta a Colombia
1ª tappa Tour do Rio (Rio de Janeiro > Angra dos Reis)
Classifica generale Tour do Rio
3ª tappa Clásico RCN
Prologo Vuelta a Guatemala (Esquipulas > Esquipulas, cronometro)
5ª tappa Vuelta a Guatemala (Retalhuleu > Quetzaltenango)
- 2015 (EPM-UNE-Área Metropolitana, quattro vittorie)

9ª tappa Vuelta a Colombia (Cartago > Pereira)
13ª tappa Vuelta a Colombia (Medellín > Alto de Las Palmas)
Classifica generale Vuelta a Colombia
1ª tappa Tour do Rio (Rio de Janeiro > Angra dos Reis)
- 2016 (EPM-UNE-Área Metropolitana, tre vittorie)

1ª tappa Vuelta a Colombia (Turbaco > Arjona)
2ª tappa Clásico RCN
Classifica generale Clásico RCN
- 2017 (Medellín-Inder, tre vittorie)

Classifica generale Vuelta a la Comunidad de Madrid
4ª tappa Tour of Ankara (Akyurt > Ankara)
7ª tappa Clásico RCN
- 2018 (Medellín, tre vittorie)

5ª tappa Vuelta a San Juan (San Martín > Alto Colorado)
Classifica generale Vuelta a San Juan
5ª tappa Clásico RCN
- 2019 (Medellín, cinque vittorie)

6ª tappa Vuelta Independencia Nacional (Moca > Constancia)
Prologo Vuelta a Chiloé (Castro > Castro, cronometro)
2ª tappa Vuelta a Chiloé (Curaco de Vélez > Achao)
4ª tappa Vuelta a Chiloé (Puqueldón > Isla Lemuy, cronometro)
Classifica generale Vuelta a Chiloé
- 2021 (Team Medellín-EPM, due vittorie)

4ª tappa Vuelta al Táchira (Táriba > San Cristóbal, cronometro)
Prologo Vuelta a Colombia (Yopal > Yopal)
- 2023 (Team Medellín-EPM, due vittorie)

1ª tappa Vuelta Bantrab (Città del Guatemala > Salamá)
5ª tappa Vuelta Bantrab (San Juan La Laguna > Patzún)
Classifica generale Vuelta Bantrab
5ª tappa Tour of the Gila (Silver City > Pinos Altos)
4ª tappa, 1ª semitappa Vuelta a Formosa Internacional (Formosa > Formosa, cronometro)
Classifica generale Tour of Hainan
- 2024 (Team Medellín-EPM, una vittoria)

Classifica generale Vuelta Bantrab
1ª tappa Vuelta al Ecuador (Calacalí > La Concordia)

#### Altri successi
- 2000 (Kelme-Costa Blanca)

Classifica scalatori Volta a Catalunya
Classifica a punti Volta a Catalunya
- 2001

Classifica giovani Tour de France
- 2002

Criterium di Valencia
- 2005

Criterium di Marcolès
- 2006

Criterium di Herencia
Criterium di Miguelterra
Classifica a punti Vuelta a Asturias
Memorial Manuel Sanroma
- 2007

Classifica scalatori Route du Sud
- 2008

Criterium di Dunas de Corralejo
- 2009

Classifica scalatori Vuelta a la Comunidad de Madrid
- 2010

Criterium di Palma di Maiorca
1ª tappa Clásica Nacional Ciudad de Anapoima
Classifica generale Clásica Nacional Ciudad de Anapoima
Prologo Vuelta a Antioquia (cronosquadre)
1ª tappa Vuelta a Colombia (cronosquadre)
1ª tappa Clásica Nacional Marco Fidel Suárez
Classifica generale Clásica Nacional Marco Fidel Suárez
- 2011

Prologo Vuelta al Valle del Cauca (cronosquadre)
2ª tappa, 1ª semitappa Vuelta a Colombia (Obando, cronosquadre)
- 2014

1ª tappa Vuelta a Colombia (Piedecuesta, cronosquadre)
Classifica a punti Vuelta a Colombia
- 2015

1ª tappa Vuelta a Colombia (Bogotà, cronosquadre)
Classifica a punti Vuelta a Colombia
- 2016

Campionati colombiani, cronosquadre
Classifica a punti Vuelta a Colombia
- 2017

Classifica a punti Vuelta Asturias
Classifica a punti Tour of Ankara
- 2019

1ª tappa Tour of Qinghai Lake (Hehuang New District > Xining, cronosquadre)
- 2022

Classifica scalatori Vuelta del Porvenir San Luis
- 2023

1ª tappa Clásica de Ciclismo Ciudad Santiago de Arma - Rionegro (Rionegro, cronosquadre)
Classifica generale Clásica de Ciclismo Ciudad Santiago de Arma - Rionegro
1ª tappa Tour de Panamá (cronosquadre)
Classifica generale Tour de Panamá
5ª tappa Clasico RCN (Ibague > Pereira)
- 2024

5ª tappa Clasico RCN (Cúcuta > Malecón, cronosquadre)
- 2025

Classifica generale Vuelta de la Independencia Republica Dominicana

## Piazzamenti

### Grandi Giri
- Giro d'Italia

1998: ritirato (12ª tappa)
1999: 13º
2000: 16º
- Tour de France

2001: 7º
2002: ritirato (16ª tappa)
2004: 24º
2005: 18º
- Vuelta a España

2000: 14º
2001: 2º
2002: 4º
2003: 12º
2004: 22º
2005: 7º

### Classiche monumento
- Milano-Sanremo

2000: 160º
- Liegi-Bastogne-Liegi

1999: 49º
2005: ritirato
- Giro di Lombardia

2003: 40º
2005: 62º

### Competizioni mondiali
- Campionati del mondo

Lisbona 2001 - In linea Elite: 54º
Zolder 2002 - In linea Elite: 157º
Hamilton 2003 - In linea Elite: ritirato